# Villanova (Córcega del Sur)
Villanova es una comuna y población de Francia, en la región de Córcega, departamento de Córcega del Sur, en el distrito de Ajaccio y cantón de Ajaccio 7.

## Demografía
| 1962                                    | 1968 | 1975 | 1982 | 1990 | 1999 |
| --------------------------------------- | ---- | ---- | ---- | ---- | ---- |
| 80                                      | 102  | 127  | 171  | 240  | 307  |
| Desde 1962 : Población sin contabilizar |      |      |      |      |      |